# مشخصه‌یابی

## تعریف
مشخصه‌یابی، زمانی که در علم مواد استفاده می شود به یک فرایند عمومی و وسیع که در آن ساختار مواد و خواص آنها مورد بحث اندازه گیری قرار میگیرد برمی‌گردد. یک فرایند اساسی در رشته علم مواد است و بدون هیچ گونه درک علمی از مهندسی مواد می تواند تعیین شود. مفهمومِ این کلمه (مشخصه یابی) معمولاً تغییر می‌کند، برخی از تعاریفِ محدود به این بخش(مشخصه یابی) از تکنیک‌هایی استفاده می‌کنند که ساختار میکروسکوپی و خواص مواد را مطالعه می‌کنند در حالیکه تعریف دیگر از این مورد برمی‌گردد به هر فرایند آنالیز مواد شامل روش‌های ماکروسکوپیک مثل آزمون های مکانیکی آنالیزهای حرارتی و محاسبه دانسیته. مقیاس این ساختارهای مورد بررسی قرار گرفته در مشخصه یابی مواد بازه هایی از انگستروم، مثل تصویر برداری از یک اتم و پیوند های شیمیایی، تا سانتی متر مثل تصویربرداری از ساختار های دانه درشت در فلزات را شامل می شود. در حالیکه تعداد زیادی از روشهای مشخصه یابی همچون میکروسکوپ نوری ساده در طول قرن ها استفاده می شدند، روش های نوین در حال گسترش هستند. به طور خاص ظهور میکروسکوپ الکترونی و طیف سنجی جرمی یونی ثانویه در قرن بیستم موجب انقلابی در این زمینه بود که اجازه تصویربرداری و آنالیز ساختارها و ترکیبات را در مقیاس های بسیار کوچکتری نسبت به آنچه در گذشته قابل انجام بود را می داد و منجر به افزایش قابل توجه در فهم این مرحله که چرا مواد خواص و رفتار متفاوتی نشان می دهند شد. اخیراً میکروسکوپ فشاری اتمی افزایش چشمگیری در رزولوشن های بالاتر ممکن برای آنالیزهای نمونه‌های مشخص در ۳۰ ساله اخیر را داشت..

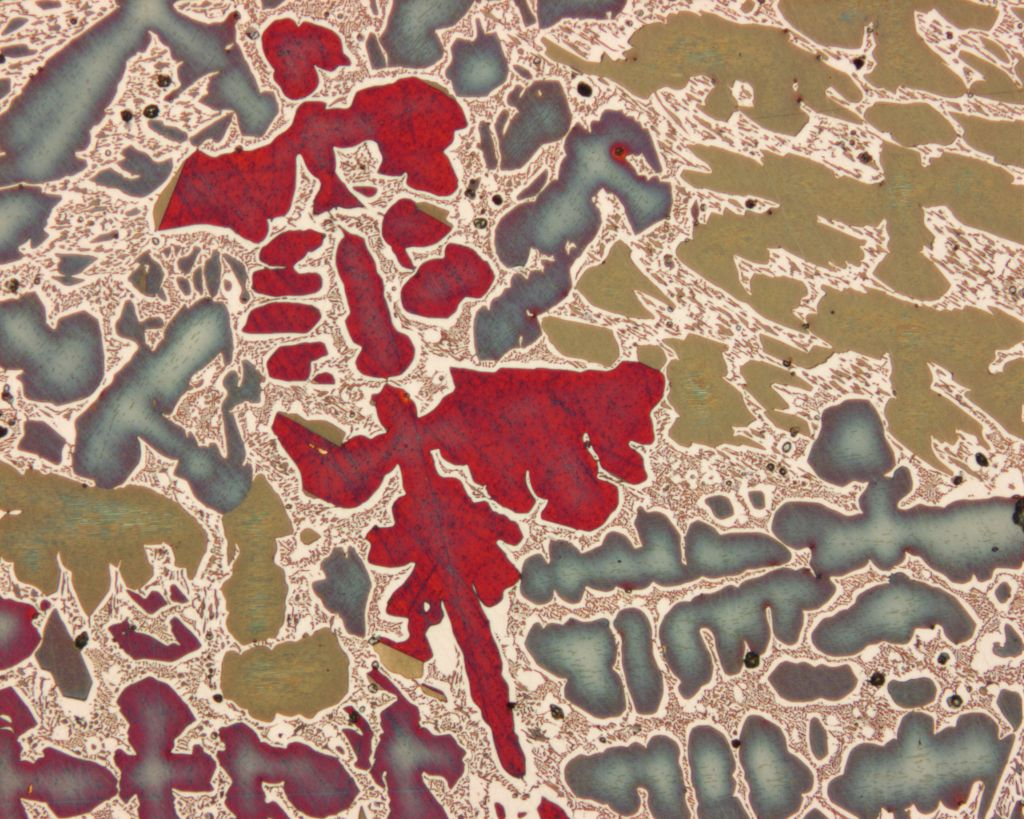
میکروسکوپ نوری تکنیک خصوصیات نشان دادن ریزساختار دندریتیک مقیاس میکرون از یک آلیاژ برنز.

## میکروسکوپ
روش میکروسکوپی یک گروه است مشخصه های مشخصه یابی ایست که یک نقشه از سطح و لایه ساختار زیر سطح ماده را کاوش می‌کند.این روش ها می‌توانند از فوتون ها، الکترون ها، یون ها و یا جستوگرهای با پایه فیزیکی برای جمع آوردی داده در رابطه با ساختار نمونه های در یک بازه‌ی طولیِ مقایس ها استفاده کنند. برخی نمونه‌های مرسوم از ابزار میکروسکوپی شامل موارد زیر میشوند:

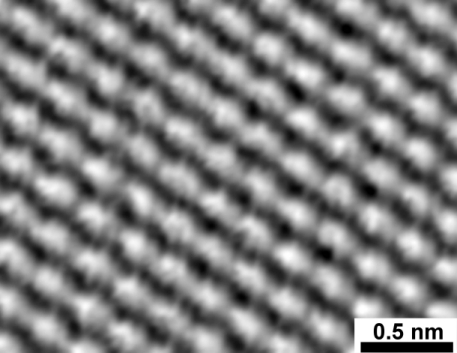
تصویر سطح گرافیت در سطح اتمی بدست آمده توسط STM.

میکروسکوپ نوری (OM)
میکروسکوپ روبشی الکترونی(SEM)
میکروسکوپ الکترونی انتقالی (TEM)
میکروسکوپ یونی میدانی (FIM)
میکروسکوپ تونلی روبشی (STM)
میکروسکوپ جستجوگر روبشی(SPM)
میکروسکوپ نیروی اتمی (AFM)
توپوگرافی پراش اشعه ایکش (XRT)

## طیف سنجی
این گروه از روش ها از یک بازه از منشاهای اصلی برای آشکارسازی ترکیب شیمیایی، گوناگونی ترکیب، ساختار کریستالی و خواص فوتوالکتریک مواد، استفاده می‌کند. برخی از ابزار و روش های مرسوم عبارتند از:

### اشعه نوری
طیف سنجی فرابنفش_مرئی (UV_ vis)
طیف سنجی مادون قرمز تغیرفرم فوریه (FTIR)

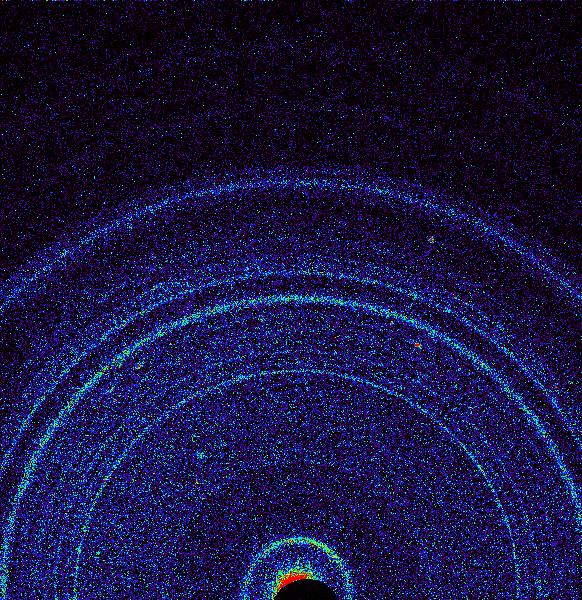
اولین نمای پراش اشعه ایکس از خاک مریخ - تجزیه و تحلیل CheMin فلدسپار ، پیروکسن ، الیوین و موارد دیگر را نشان می دهد (مریخ نورد کنجکاوی در "Rottnest" ، 17 اکتبر 2012). [65

ترمولومینسانس (TL)
فوتولومینسانس (FT)

### اشعه ایکس
پراش اشعه ایکس (XRD)
پاشش اشعه ایکس کم زاویه (SAXS)
طیف سنجی پراکنش انرژی اشعه ایکس (EDX, EDS)
پراکنش طول موج (WDX, WDS)
طیف‌سنجی کاهش انرژی الکترون (EELS)
طیف‌سنجی فوتوالکترون اشعه ایکس (XPS)
طیف سنجی الکترون اوژه (AES)
طیف‌سنجی همبستگی فوتون اشعه ایکس (XPCS)

### طیف سنجی جرمی
یونیزاسیتون الکترونی (EI)
طیف‌سنجی جرمی یونی حرارتی (TI_MS)
طیف سنجی MALDI_TOF
طیف‌سنجی جرمی یون ثانویه (SIMS)

### طیف سنجی هسته‌ای
طیف‌سنجی رزونانس مغناطیستی هسته ای (NMR)
طیف‌سنجی مازبائِر (MBS)
زاویه همبستگی (PAC)

### دیگر روش‌ها
پاشش دینامیکی نور (DLS)
طیف‌سنجی تراهرتز (THz)
رزونانس اسپینی/پارامغناطیسی الکترون (EPR, ESR)

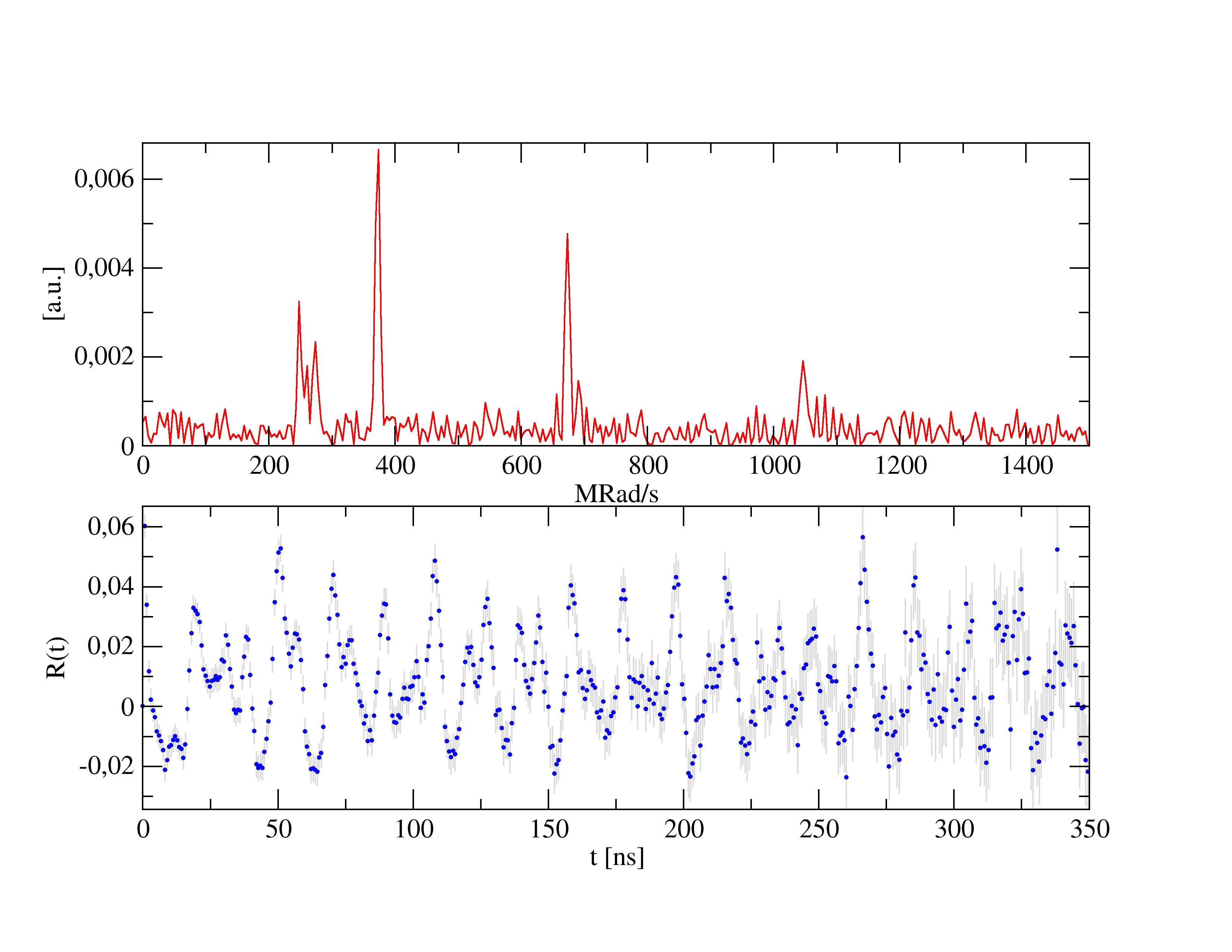
همبستگی زاویه ای سوراخ شده (PAC) با استفاده از هسته های رادیواکتیو ساختار محلی را بررسی می کند. از این الگوی ، شیب های میدان الکتریکی بدست می آیند که ساختار اطراف اتم رادیواکتیو را برطرف می کنند ، به منظور مطالعه انتقال فاز ، نقص ، انتشار.

پاشش نوترون زاویه کم (SANS)
طیف‌سنجی پاشش برگشتی رادرفورد (RBS)

## تست‌های ماکروسکوپی
یک بازه‌ی وسیع از روش ها هیستند که برای مشخصه یابیِ خواص گوناگون ماکروسکوپیِ مواد استفاده می‌شوند، شامل:
آزمون های مکانیکی، شامل کشش، فشاری، پیچشی، خزشی، خستگی، چقرمگی و آزمون های سختی.
آنالیز افتراقی حرارتی (DTA)
آنالیز حرارتی دی‌الکتریک (DEA, DETA)
آنالیز ترموگرانشی‌سنجی (TGA)
کالریمتر افتراقی روبشی (DSC)
روش تهییج برانگیختگی (IET)
روش های فراصوت شامل:
طیف‌سنجی رزونانت فراصوت و روش های آزمون دامنه زمانی فراصوتی.

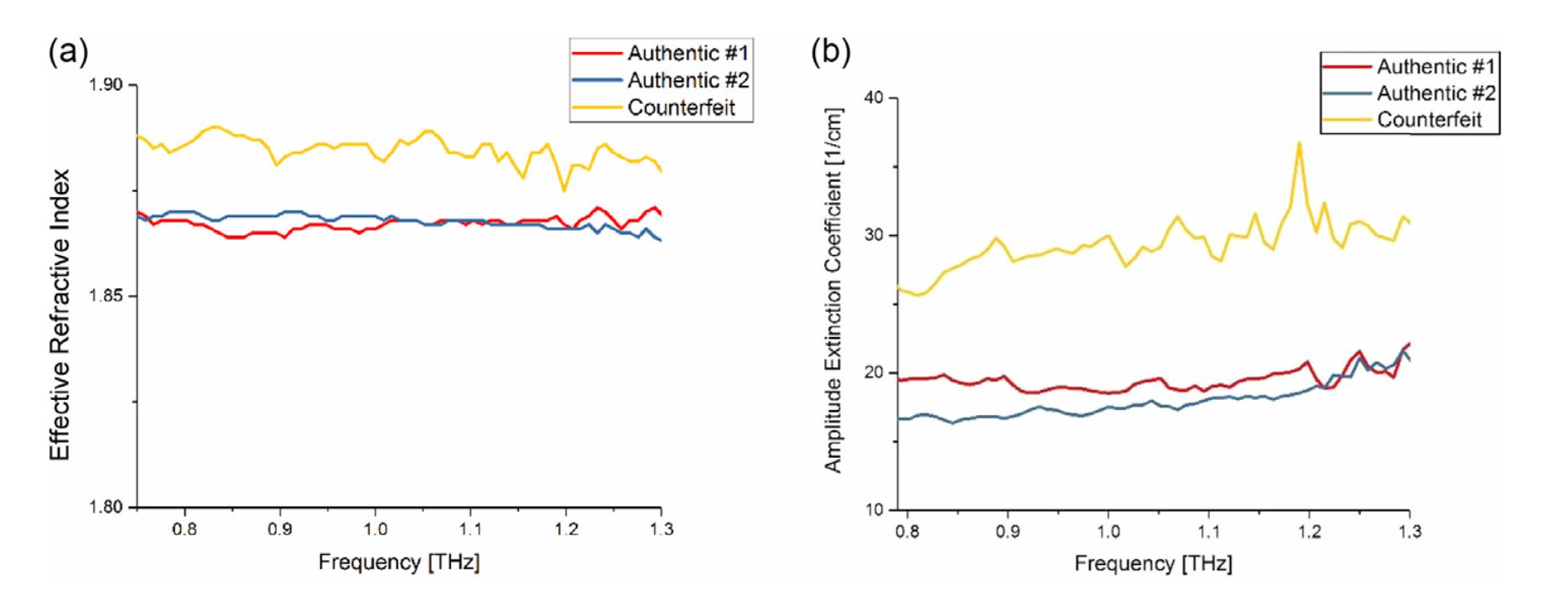
(الف) شاخصهای انکسار مؤثر و ب) ضرایب جذب تراشه های الکترونیکی.